# Цнеса
"Цнеса" је земљано утврђење o коме знамо из атласа грофа Марсиљија са мапе коју је начинио 1694. године. Утврђење се налазило код Кањиже, и када је током свог истраживања Тисе на њега наишао Марсиљи га је сматрао остатком из римског периода. Данас не постоји ниједан његов остатак, иако се на основу Марсиљијевог плана може закључити да је утврђење било монументалних димензија (40 ha или више). Не зна се да ли је нестало ширењем и развојем самог насеља или га је однело меандрирање Тисе, која се постепено креће ка западу.
Данас се сматра да је центар утврде био недалеко од данашњег центра града, на Рибарском тргу, где стоји споменик са натписом "Овде је почела Кањижа" на три језика – латинском, српском и мађарском. Прелиминарна археолошка истраживања локалитета дала су довољно налаза да се са сигурношћу може рећи да је на овом месту узвишење тел-типа. Због тога су археолози предложили да се трг упркос оригиналним плановима самоуправе не асфалтира, већ је уместо тога поплочан каменим коцкама и претворен у спомен-трг.

## Опис и позадина откривања
Марсиљи (итал. Luigi Ferdinando Marsigli) је био италијански аристократ, инжињерски генерал и природњак, родом из Болоње. У намери да прошири своја знања путовао је по Отоманском царству. Том приликом, мобилисан у Аустријску војску принуђен је да се бори против турака, али бива рањен и заробљен. Након ослобађања из турског заробљеништва 1684. Марсиљи креће назад уз Дунав и мапира 650 km дугу границу Отоманске Империје, идући кроз садашњу Бугарску, Румунију, Србију и Хрватску. Током овог путовања сакупљао је све врсте научних података, те је на основу теренских записа 1726. издао своје мајсторско дело о географији Подунавља "Danubius Pannonico-Mysicus" са низом цртаних мапа топографије, које су нешто касније (1744) штампане у засебном издању као атлас. Након демобилисања из Аустријске војске одлази да живи у Марсеј, где се посвећује океанологији. Између осталог, обрадио је батхиметрију Средоземног мора.
Из његовог атласа искаче детаљ о земљаном утврђењу које је открио и измерио 1694. поред Тисе код данашње Кањиже. Назвао га је "Фудвар" (из мађарског "Földvár" у значењу земљана утврда).
Каснији назив града је био "Цнеса", затим "Кенеза" и на крају "Кањижа". Данашњи кањижани сматрају да је њихов град изграђен на темељима управо Марсиљијевог утврђења, што је потврдила и археологија. Испод Рибарског трга, недалеко Тисе, током његовог преплочавања археолози Суботичког музеја извршили су рекогнисцирање терена и пронашли богат слој старих остатака људске насеобине, типа тел.

## Спомен трг
Натпис исписан на спомен-плочи је "1093-1993 Ту је почетак Кањиже", а изнад се налази приказ утврђења. И раније је на овом месту у Кањижи стајала спомен плоча са сличним садржајем као данас, али је висила на зиду једне од старих кућа.
У близини је у историјско време функционисала скела (старински трајект, вучен коњима) због које је град добио назив "Каниже-рев" или у преводу са мађарског "Кањижа са скелом" (као и некадашња Сента – "Зинтерев").

## Галерија
| - Рибарски трг у Кањижи са спомеником - Табла споменика, са представом земљаног утврђења - Поглед ка центру са трга - Рибарски трг |